# Prozessionsaltar (Stralsbach, Von-Henneberg-Straße 33)

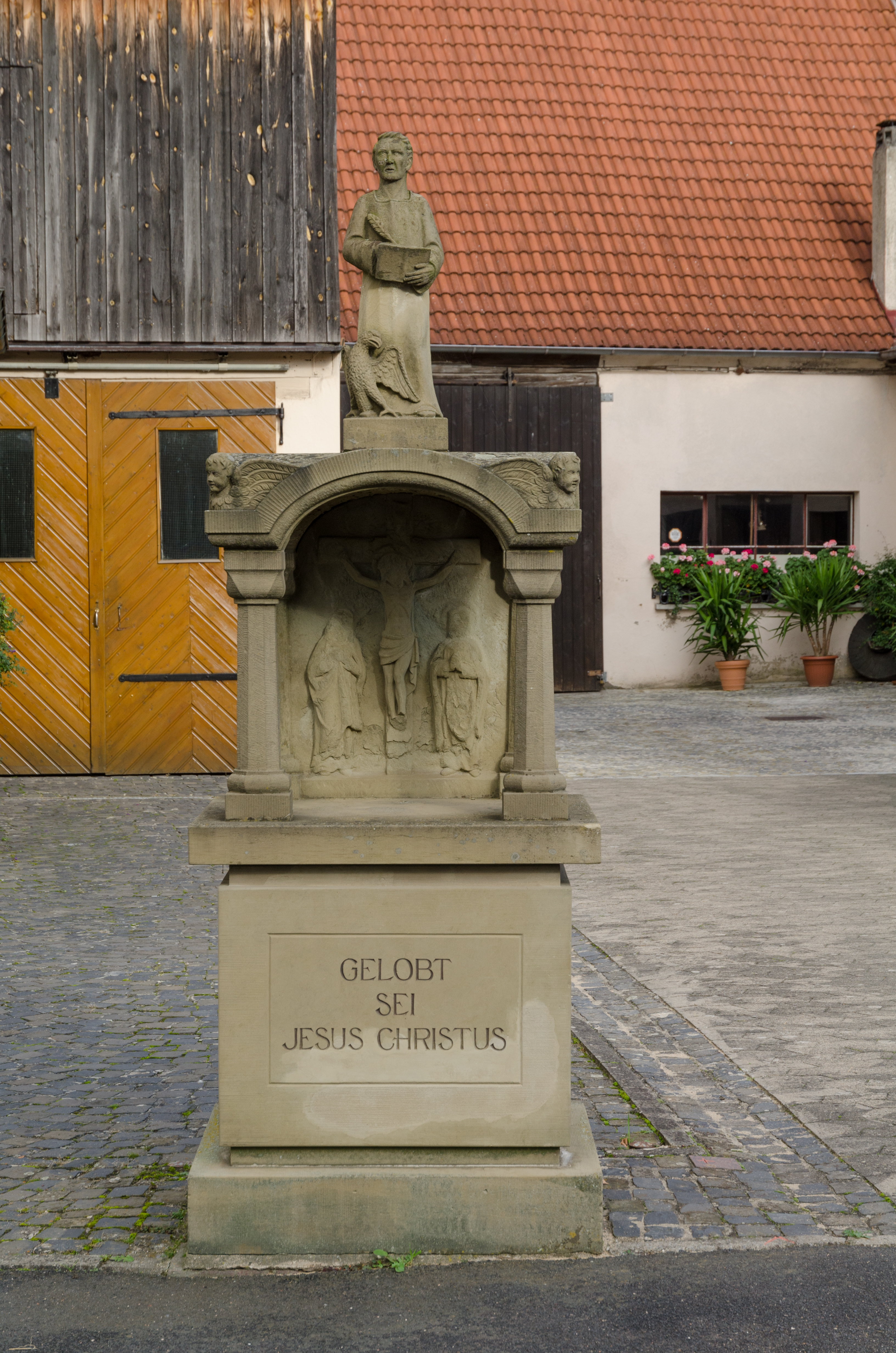
Kreuzdachbildstock, Von-Henneberg-Straße 33 in Burkardroth.

Der Prozessionsaltar mit der Adresse Von-Henneberg-Straße 33 befindet sich in Stralsbach, einem Ortsteil des bayerischen Marktes Burkardroth im unterfränkischen Landkreises Bad Kissingen.
Er gehört zu den Baudenkmälern in Burkardroth und ist unter der Nummer D-6-72-117-96 in der Bayerischen Denkmalliste registriert.

## Beschreibung
Der Prozessionsaltar stammt aus dem Jahr 1827 und besteht aus Kunststein. Der Altar wurde im Jahr 1964 erneuert.
Der 265 cm hohe Altar ist aus 11 Teilen zusammengesetzt. Der ein Meter hohe Sockelblock besteht aus einer Basisplatte mit den Maßen 20 cm × 94 cm × 76,5 cm, einem prismatischen Sockel mit den Maßen 71 cm × 81 cm × 70 cm und einer 9 cm hohen profilierten Abschlussplatte, die oben die Maße 95 cm × 76,5 cm hat. Darauf befindet sich ein 86 cm hohes und 80 cm breites Baldachinaltärchen mit einem 86 cm hohen Kreuzbogendach auf vier 62 cm hohen Säulchen. Die Würfelbasen haben die Maße S = 15 cm und H = 6 cm. Der Säulensockel ist 3 cm hoch, sechseckig und hat oben geschrägte Kanten. Die Sechskantensäulen verjüngen sich nach oben hin. Der Kapitellring ist 0,5 cm dick. Auf den Würfelkapitellen mit einer etwa 13 cm hohen Abschlussplatte sitzt das Gebälk des Kreuzbogendaches. An den Ecken sitzen über den Kapitellen Puttenköpfe. Auf dem Bogenschlussstein des Kreuzdaches befindet sich eine Standplatte mit den Maßen 4 cm × 30 cm × 30 cm. Auf der Standplatte steht die 77 cm hohe Bekrönungsfigur des Evangelisten Johannes mit dem Attribut des Adlers. Auf der Rückseite sgeht die Inschrift:

„GEWIDMET

ZUR EHRE GOTTES

VON DER GEMEINDE

1827

ERNEUERT 1964“